# (38850) 2000 SW68
2000 SW68 (asteroide 38850) é um asteroide da cintura principal. Possui uma excentricidade de 0.05206530 e uma inclinação de 0.59346º.
Este asteroide foi descoberto no dia 24 de setembro de 2000 por LINEAR em Socorro.